# Pyramide SAK S7
La pyramide SAK S7 se situe au sud de Saqqarah en Égypte, près de la pyramide inachevée de Saqqarah sud. Il s'agit d'un monument repéré par l'équipe allemande du Deutsches Archäologisches Institut. Aucune étude n'a encore permis de confirmer la forme du monument.